# Le Rat et l'Éléphant
Le Rat et l'Éléphant est la quinzième fable du livre VIII de Jean de La Fontaine situé dans le second recueil des Fables de La Fontaine, édité pour la première fois en 1678.

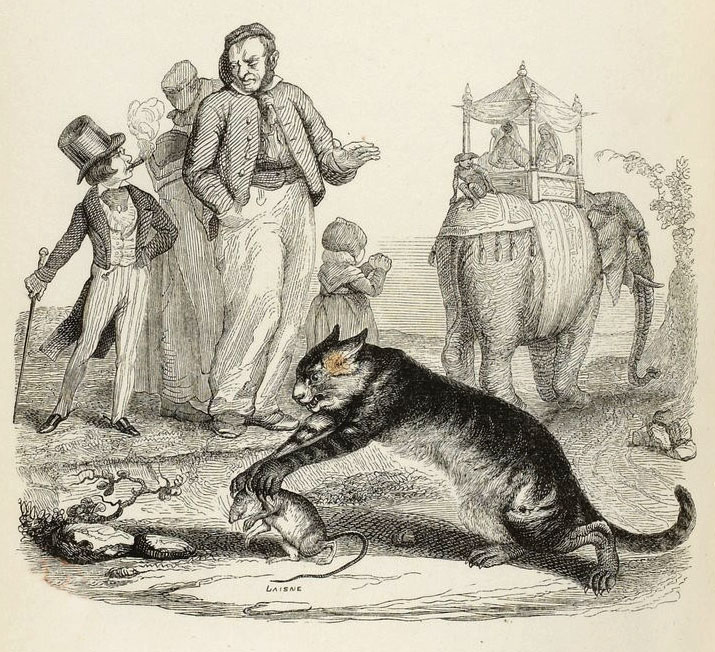
Dessin de Grandville (1838-1840)

## Texte
LE RAT ET L'ÉLÉPHANT
[Phèdre,]

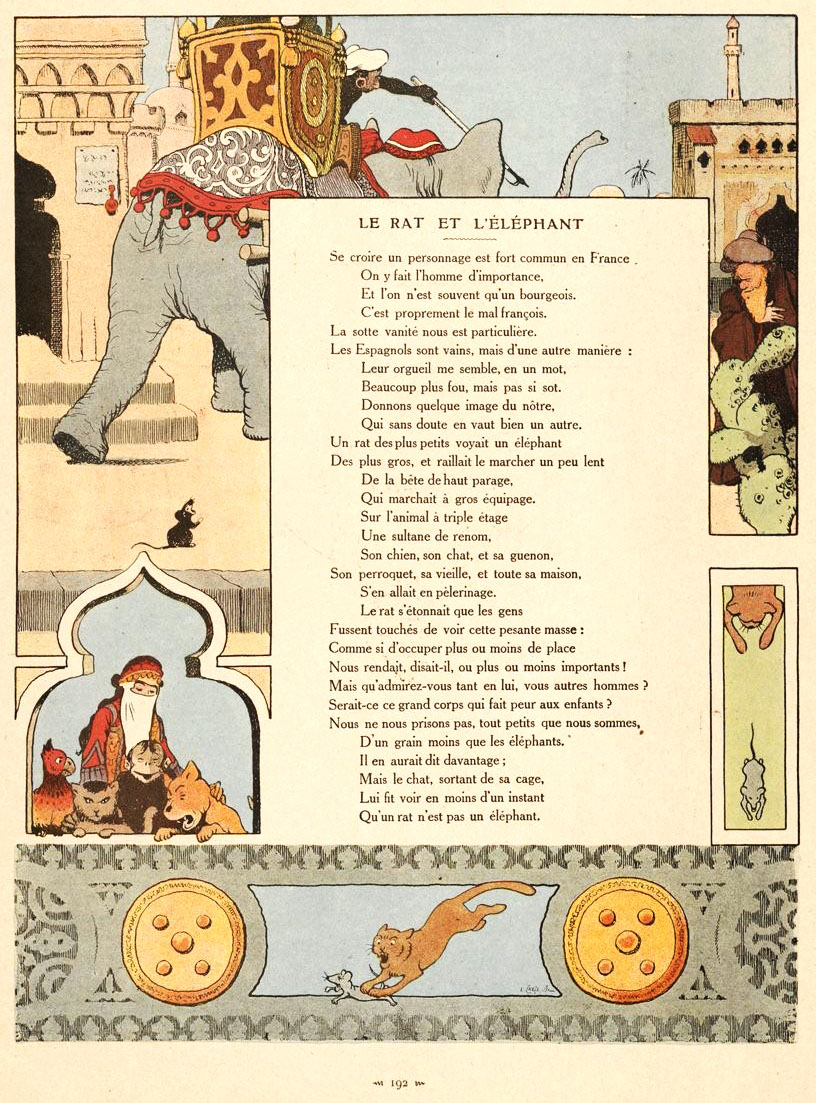
Illustration de Benjamin Rabier (1906)

Se croire un personnage est fort commun en France :

        On y fait l’homme d’importance,

        Et l’on n’est souvent qu’un bourgeois :

        C’est proprement le mal français .

La sotte vanité nous est particulière.

Les Espagnols sont vains, mais d’une autre manière.

        Leur orgueil me semble en un mot

        Beaucoup plus fou, mais pas si sot.

        Donnons quelque image du nôtre,

        Qui sans doute en vaut bien un autre.

Un Rat des plus petits voyait un Éléphant

Des plus gros, et raillait le marcher un peu lent

        De la bête de haut parage,

        Qui marchait à gros équipage.

        Sur l’animal à triple étage

        Une sultane de renom,

        Son chien, son chat, et sa guenon,

Son perroquet, sa vieille, et toute sa maison,

        S’en allait en pèlerinage.

        Le Rat s’étonnait que les gens

Fussent touchés de voir cette pesante masse :

Comme si d’occuper ou plus ou moins de place

Nous rendait, disait-il, plus ou moins importants.

Mais qu’admirez-vous tant en lui vous autres hommes?

Serait-ce ce grand corps, qui fait peur aux enfants ?

Nous ne nous prisons pas, tout petits que nous sommes,

        D’un grain moins que les Éléphants."

        Il en aurait dit davantage ;

        Mais le Chat sortant de sa cage

        Lui fit voir en moins d’un instant

        Qu’un Rat n’est pas un Éléphant.
— Jean de La Fontaine, Fables de La Fontaine, Le Rat et l'Éléphant, texte établi par Jean-Pierre Collinet, Fables, contes et nouvelles, Gallimard, « Bibliothèque de la Pléiade », 1991, p. 317